# سوئیس‌اوتل
سوئیس‌اوتل (انگلیسی: Swissôtel) یک مجموعه هتل‌های زنجیره‌ای است که مقر آن در کشور سوئیس قرار دارد.
این گروه که در سال ۱۹۸۰ میلادی تأسیس شده دارای ۳۷ هتل در ۱۷ کشور جهان است.

## هتل‌ها

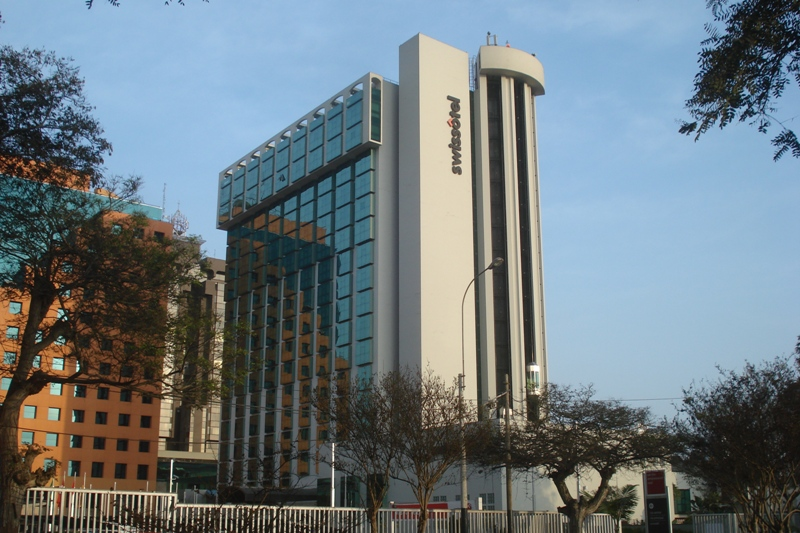
Swissôtel in لیما، پرو

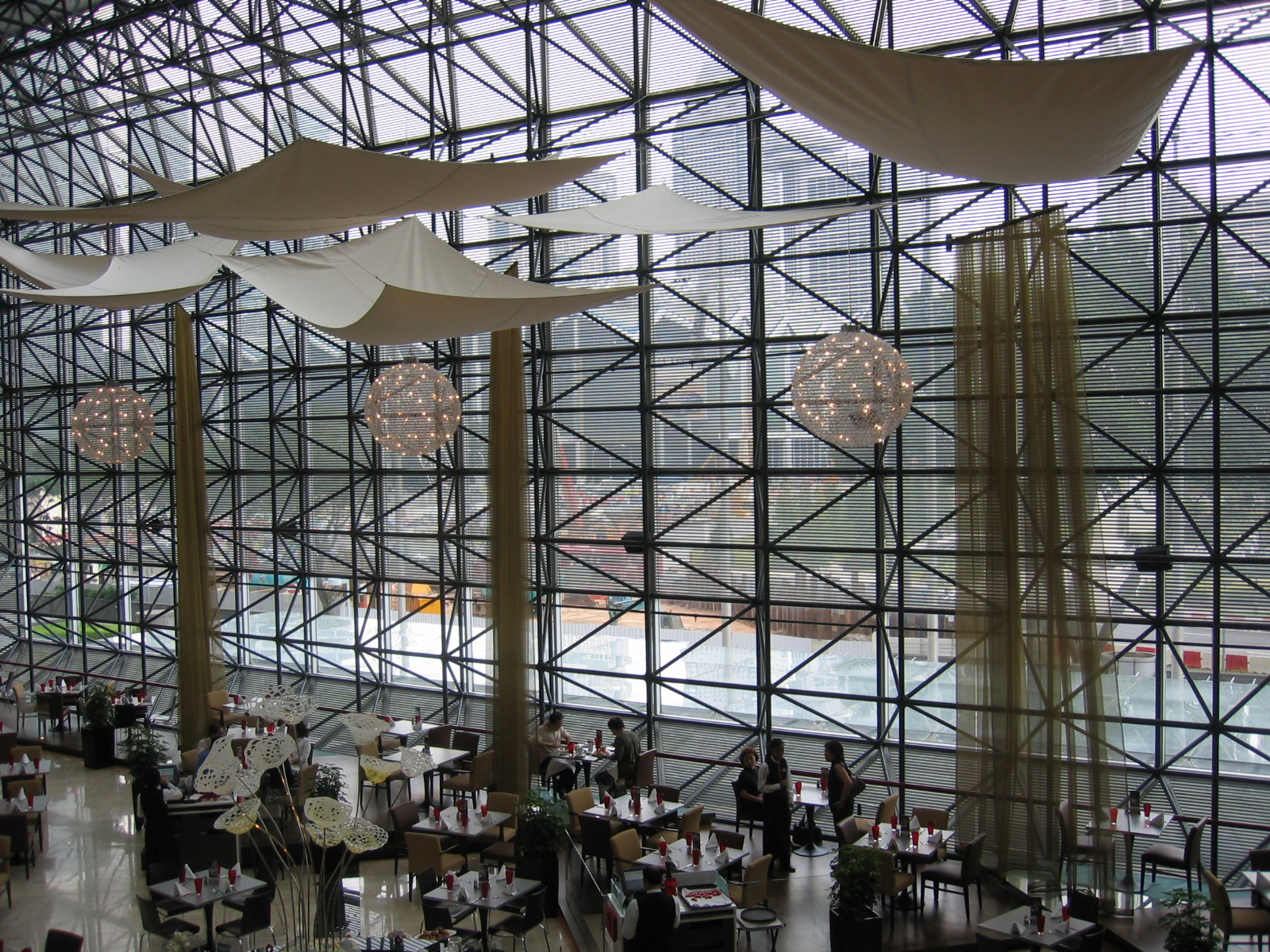
Swissôtel Stamford in سنگاپور

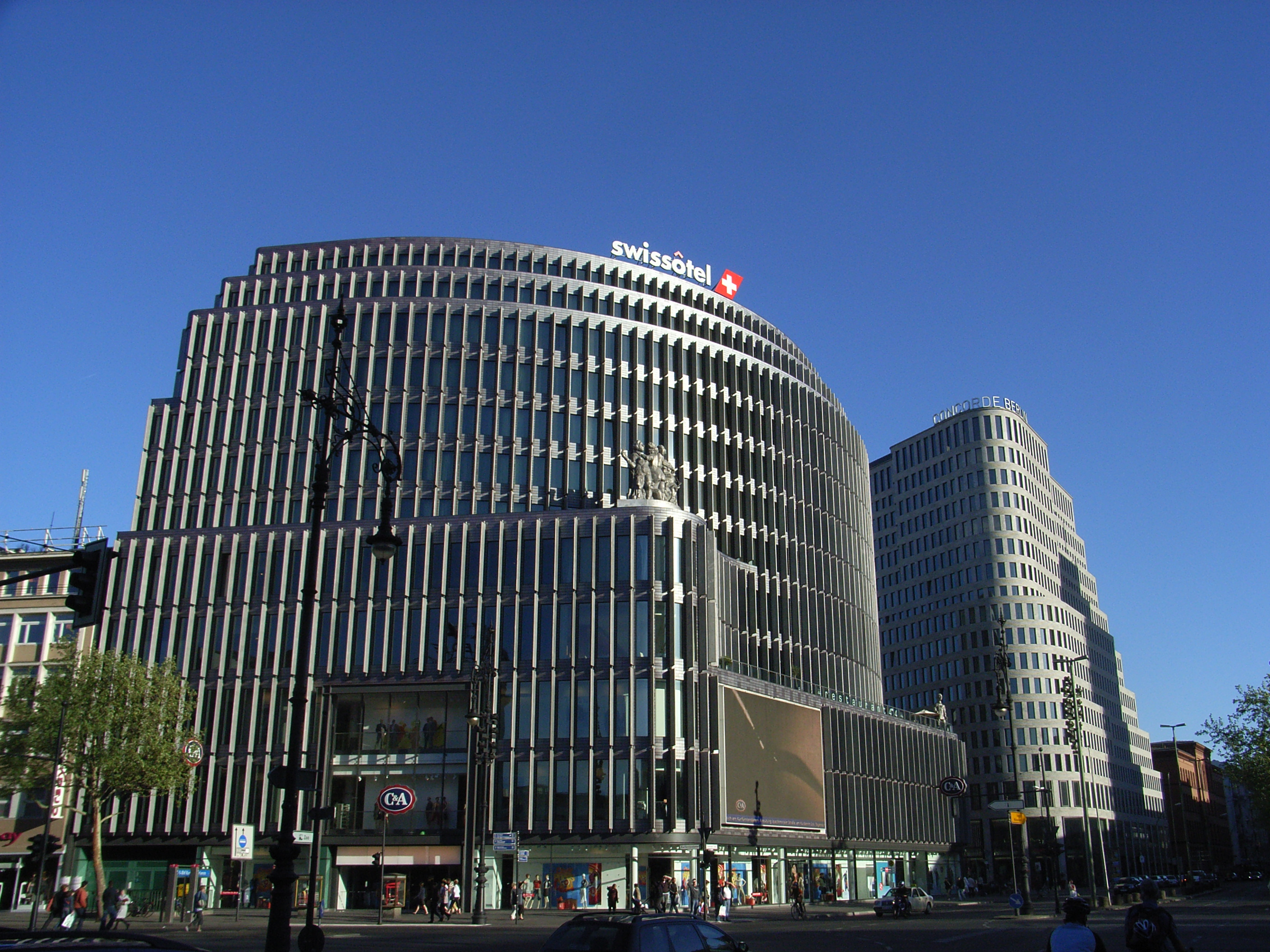
Swissôtel in برلین، آلمان

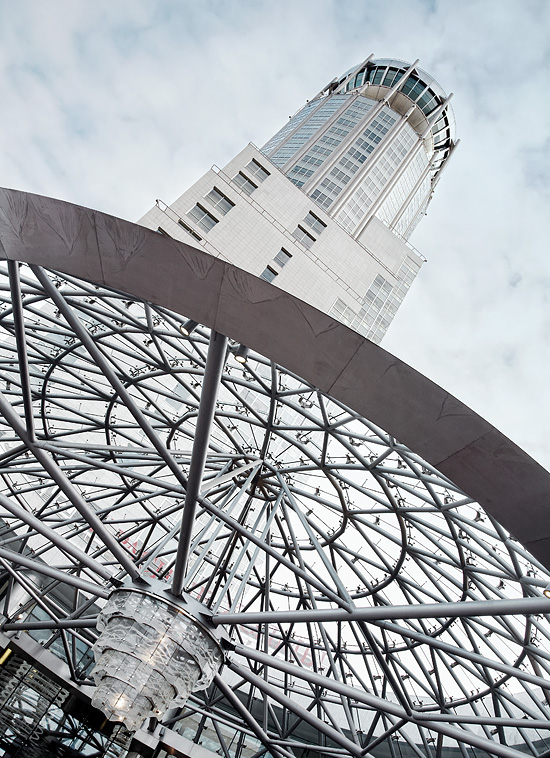
Swissôtel Krasnye Holmy in مسکو، روسیه

### آمریکا
- اکوادور

- کیتو (۱۹۹۰)
- گوایاکیل (۲۰۱۷)

- پرو

- لیما (۱۹۹۴)

- ایالات متحده آمریکا

- Chicago

### آسیا
- جمهوری آذربایجان

- باکو (۲۰۱۵)

- بنگلادش

- داکا (۲۰۱۸)

- چین

- پکن (Swissôtel Beijing, Hong Kong Macau Center)
- چانگشا (۲۰۱۴)
- چنگدو (۲۰۱۴)
- فوشان
- هانگژو (۲۰۱۸)
- Kunshan
- سانیا (۲۰۱۵)
- شانگهای (Swissôtel Grand Shanghai)
- شی‌آن (۲۰۱۶)

- هند

- بنگلور (Swissôtel Bangalore, Whitefield; 2015)
- کلکته (Swissotel Kolkata Neotia Vista, New Town; 2013)
- بمبئی (Swissôtel Grand Mumbai; 2015)
- دهلی نو (Swissôtel Grand Noida, New Delhi; 2016)

- ژاپن

- اوساکا (Swissôtel Nankai Osaka)

- عربستان سعودی

- مکه (Swissotel Makkah, Swissotel Makkah All Maqam)
- جده (opening 2018)

- سنگاپور

- Swissôtel The Stamford
- Swissôtel Merchant Court

- تایلند

- بانکوک (Swissôtel Nai Lert Park and Swissôtel Le Concorde)
- شهر فوکت (Swissôtel Resort Kamala Beach)

- ترکیه

- آنکارا
- بودروم (Swissôtel Resort Bodrum Hill; 2016, and Swissôtel Resort Bodrum Beach; 2014)
- استانبول (Swissôtel The Bosphorus) Europe
- ازمیر (Swissôtel Büyük Efes)

- امارات متحده عربی

- دبی (Swissôtel Jadaf Dubai; 2015)

### اقیانوسیه
- استرالیا

- سیدنی

### اروپا
- بوسنی و هرزگوین

- سارایوو (در حال ساخت)

- بلغارستان

- صوفیه (opening 2019)

- استونی

- Tallinn (Swissôtel Tallinn)

- آلمان

- برلین (Swissôtel Berlin)
- برمن
- دوسلدورف/نویس

- هلند

- آمستردام (Swissôtel Amsterdam)

- روسیه

- مسکو (Swissôtel Krasnye Holmy Moscow)
- سوچی (Swissôtel Sochi Kamelia and Swissôtel Sochi Krasnaya Polyana)

- سوئیس

- بازل (Swissôtel Le Plaza)
- ژنو (Swissôtel Métropole and Restaurant Hôtel Du Parc Des Eaux-Vives)
- زوریخ (Swissôtel Zürich)

- اوکراین

- کی‌یف (under development)